# Župnija Kranj - Drulovka/Breg
Župnija Kranj - Drulovka/Breg je rimskokatoliška teritorialna župnija Dekanije Kranj Nadškofije Ljubljana.

## Sakralni objekti
- Cerkev Matere božje, Breg ob Savi (župnijska cerkev)
- Cerkev sv. Mihaela, Kranj na Drulovki